# Katsura Zakoba
Hiromu Sekiguchi (Nishinari-ku, Osaka, Japón,  21 de septiembre de 1947 - Suita, Osaka, Japón, 12 de junio de 2024) fue un actor japonés, reconocido por su participación en la serie Tsukiumaya Oen jikenchô de 1990 a 1995. Fue un destacado contador de historias del estilo "kamigata" de rakugo, característico de Osaka y sus alrededores

## Biografía
Nació el 21 de septiembre de 1947 en Imaike, Nishinari-ku, Osaka, Japón. Después de completar la escuela secundaria, se convirtió en discípulo de Katsura Beicho III en 1963 y asumió el nombre de Katsura Zakoba II en 1988. Katsura era conocido por su habilidad para interpretar historias con calidez humana, mostrando emociones como lágrimas y enojos en el escenario. Además de su trabajo en rakugo, apareció en varios programas de televisión populares.

### Primeros años
Cuando estaba en segundo grado de la escuela primaria, sus padres se divorciaron y fue acogido por su padre. Según los escritos de Zakoba, su padre era un ex oficial de la policía de la prefectura de Osaka, y después del divorcio, vivían juntos en un ryokan (posada japonesa). Sin embargo, un día, su padre desapareció y se suicidó arrojándose al tren. Posteriormente, vivió con su madre y su hermana. El apellido de nacimiento era "Kojima", el de su padre, pero debido a las circunstancias mencionadas, pasó a usar el apellido "Sekiguchi" de la familia de su madre. Durante su tiempo en la escuela secundaria de Nihonbashi, realizó varios trabajos a tiempo parcial (repartidor de periódicos, limpiabotas, vendedor de helados, etc.) para ayudar con los gastos del hogar, lo que eventualmente hizo que dejara de asistir a la escuela.Cuando faltaba a la escuela, iba al teatro Sennichimae y al ver al tercer Katsura Beicho interpretando "Ukiyo no Kado", decidió de inmediato convertirse en su discípulo. Inicialmente, Beicho rechazó su solicitud diciendo: "Un niño que falta a la escuela no puede convertirse en un rakugoka". Sin embargo, Zakoba persistió y visitó a Beicho repetidamente durante varios días. Finalmente, Beicho lo llamó a su casa y le preguntó si podía contar una historia de rakugo. Aunque sólo podía recordar vagamente "Ukiyo no Kado", comenzó a contarlo a su manera. En ese momento, el segundo Katsura Shijaku, que estaba presente, dijo: "Maestro, ¡hagámoslo su discípulo!".
Beicho expresó su preocupación diciendo que un futuro rakugoka debería al menos haber completado la escuela secundaria, pero debido a su alta tasa de ausencias, no pudo ingresar a ninguna escuela secundaria. Beicho, siguiendo su propio consejo de "respirar el aire del mundo", le permitió a Zakoba trabajar un mes en una compañía de instalación de cables antes de aceptarlo como discípulo en mayo de 1963.En una contribución al folleto de "Katsura Zakoba no Kai" en 2007, Beicho recordó que permitió la entrada de Zakoba al ver la seriedad y el esfuerzo en su intento de recordar su primer rakugo. Zakoba recordó que cuando Beicho lo rechazó, consultó a un profesor de su escuela sobre la posibilidad de continuar sus estudios y le dijeron que no había ninguna escuela secundaria que lo aceptara. Informó a Beicho de esta situación y Beicho respondió: "Entonces, no hay nada que hacer", permitiéndole así ser su discípulo. Beicho inicialmente consideró el nombre "Katsura Yoneza", pero un conocido, Toshio Sakamoto, sugirió el nombre "Katsura Chomaru", inspirado en el nombre inicial de Kazuo Hasegawa, "Hayashi Chomaru". Beicho estuvo de acuerdo, y así, Zakoba se convirtió en "Katsura Chomaru".
Beicho no solo fue su maestro, sino también su figura paterna, y Zakoba vivió como un miembro más de su familia. Recibió una gran influencia de su compañero de entrenamiento, el segundo Katsura Shijaku. Su primer escenario fue en un centro de detención en Kioto, donde interpretó "Ko Home" tres meses después de convertirse en discípulo. Desde septiembre de 1963, junto con Shijaku y otros jóvenes rakugokas, comenzó a participar en el "Grupo de Jóvenes de Kamigata Banashi", donde se dedicó a perfeccionar sus habilidades.Durante su etapa como Chomaru, estuvo afiliado a Sennichi Entertainment y Taiho Entertainment. Se convirtió en un habitual del programa de televisión "Owarai Tonchibukuro", que se emitió en Kansai TV desde octubre de 1965. El programa originalmente se realizaba como un espectáculo en el teatro y los mismos artistas se convirtieron en los regulares del programa. Dentro de la escuela de Beicho, Zakoba tenía una reputación de "travieso". En octubre de 1966, organizó su propio espectáculo en el templo de Jianzhi, apenas tres años después de convertirse en discípulo. Beicho, en su mensaje de saludo, mencionó este espectáculo como "mi falta de virtud", y pidió "tolerancia y paciencia" a todos los afectados. Zakoba también cantó "Chomaru Song", una canción que él mismo compuso, como parte del espectáculo.
En mayo de 1967, cuando Beicho realizó su primer espectáculo en Tokio, Zakoba, no pudiendo permitirse el viaje, llamó a un conocido, Sankichi Yanagiya, quien le ofreció pagar por su viaje. Asistió al espectáculo como espectador, y cuando el mánager de Beicho le preguntó por qué estaba allí, respondió: "Estoy aquí por mi cuenta. ¡Soy un espectador!". Aunque de manera esporádica, se presentó en los escenarios de la cadena Kagetsu Theater de Yoshimoto Kogyo y en el teatro Kadoza de Shochiku para la grabación de programas de televisión. En la década de 1970, cuando aparecía en el programa "Owarai Teach-In" de Nippon TV, el tema de "la semana de concienciación sobre el bienestar animal" surgió en el programa, y debido a una discusión sobre "es más divertido maltratar a los animales", tomó prestados temas de Bunko Katsura y del tercer Bunga Katsura y los utilizó para contar breves historias de "maltrato animal" en el Top Hot Theater, lo cual fue un éxito. En 1974, cuando Tsuru Koyashofu fue seleccionado como sustituto de Anonenone para el programa "All Night Nippon", al principio fue confundido con Tsuru Koyashofu y asistió a la audición, incluso comentándole a Tsuru Koyashofu que iba a aparecer en "All Night Nippon". Aunque su participación en "All Night Nippon" no se concretó, poco después fue elegido como reportero para el programa nacional "Weekender". Alguna vez mencionó que, de haber sido seleccionado como presentador de "All Night Nippon" los sábados por la noche, probablemente no habría sido elegido para "Weekender" que se emitía el mismo día.
Posteriormente, regresó a Osaka como su base de operaciones. El 13 de marzo de 1981, celebró una actuación individual en el Sankei Hall llamada "Katsura Chomaru Dokuenkai". Fue el tercer miembro de la escuela Beicho, después de Beicho y Shijaku, en realizar una actuación en solitario en el Sankei Hall, la cual se concretó sin problemas gracias al apoyo de personas como Toshiwo Kagawa. Sin embargo, en el programa, su maestro Beicho expresó cierta preocupación con un mensaje que decía: "Estoy un poco preocupado por su actuación. No sé qué tipo de espectáculo presentará...". El evento fue un éxito con espectadores de pie, y continuó realizándose 15 veces hasta 1997.En abril de 1988, asumió el nombre de "Katsura Zakoba II". La idea de la sucesión del nombre fue propuesta por su hermano mayor Shijaku. En esta ocasión, visitó la tumba del primer Zakoba y realizó una ceremonia conmemorativa. También se llevó a cabo una actuación en Tokio para conmemorar la sucesión, la primera de este tipo en el rakugo de Kamigata.En 1994, él y sus discípulos abandonaron la Asociación de Rakugo de Kamigata. Esto se debió a una disputa entre el grupo de Shijaku y la administración de la época (especialmente Goro Tsuyu) sobre el método de elección del presidente de la asociación. En una reunión para discutir este asunto, un miembro del consejo directivo criticó al grupo de Shijaku por no pagar las cuotas, lo que enfureció a Zakoba, quien se unió al grupo de Shijaku diciendo: "¿Cómo te atreves a hablar mal de mi hermano Shijaku?". Regresó a la asociación diez años después, el 21 de junio de 2004.En 2006, tenía nueve programas regulares en televisión y radio en Osaka. En ese momento, mencionó que, después de los 60 años, quería reducir sus actividades como tal en TV y radio y organizar más actuaciones de rakugo. El 7 de julio de 2007, celebró el 45 aniversario de su carrera como narrador y su sexagésimo cumpleaños con una actuación en el teatro Minamiza de Kioto llamada "Katsura Zakoba no Kai". En diciembre de 2008, abrió una sala de rakugo llamada "Dourakutei" en el segundo piso de un edificio en Sanno, Nishinari-ku. En 2012, celebró el 50 aniversario de su carrera como narrador.

### Problemas de salud y fallecimiento
El 27 de mayo de 2017, fue diagnosticado con oclusión de la arteria cerebral media izquierda y un infarto cerebral embólico, por lo que fue hospitalizado. El 29 de julio, obtuvo permiso del hospital para actuar en el evento "Zakoba Nanko Ninin Kai" en el teatro Oriental Shinkobe, reanudando sus actividades después de dos meses. El 1 de agosto fue dado de alta y el 4 de agosto apareció como invitado sorpresa en la grabación del programa "Soko Made Itte Iinkai NP" (transmitido el 6 de agosto). El 27 de abril de 2018, volvió a la grabación de "Soko Made Itte Iinkai NP" (transmitido el 6 de mayo).
Desde el otoño de 2023, estuvo entrando y saliendo del hospital debido a problemas de salud. El 30 de abril de 2024, asistió a una conferencia de prensa para la sucesión de nombres de sus discípulos, Hiroba Katsura (quien se convertirá en Katsura Rikizo II en marzo de 2025), Choba Katsura (quien se convertirá en Yonezuke Katsura IV en marzo de 2025), y Soba Katsura (quien se convertirá en Sobe Katsura II en marzo de 2025). Durante la conferencia, mencionó que su salud no era buena y que estaba sufriendo de asma.
Un mes después, la noche del 11 de junio, sufrió un ataque de asma después de la cena en su casa en Suita, Osaka. Aunque tomó su medicación, perdió el conocimiento y falleció a las 3:14 de la madrugada del 12 de junio en su casa a los 76 años. La oficina de Beicho anunció su fallecimiento el mismo día.
El funeral se llevó a cabo el 14 de junio en un salón funerario en Suita, el mismo lugar donde se celebró el funeral de su maestro Beicho. Fue una ceremonia privada centrada en la familia, con la participación de unos 30 asistentes, incluidos sus discípulos como Chichio Katsura, el quinto Yonedanji (hijo mayor de Beicho), y el jefe de los discípulos Shiodai, además de otros 11 discípulos y nietos-discípulos. La ceremonia fue oficiada por su segunda hija, Mai Sekiguchi, mientras que Shiodai ofreció el discurso. Recibió el nombre póstumo de "Seidoingakushinkotoku Koji", que incluye el carácter "Sei" del nombre real de su maestro Beicho (Sei Nakagawa), "Do" del teatro Dourakutei que fundó y dirigió, y "Hiro" de su propio nombre. Se planea realizar una ceremonia de despedida en el futuro. Katsura Zakoba falleció de asma el 12 de junio de 2024 en su hogar en la ciudad de Suita, Osaka Prefecture, Japón. Tenía 76 años.

## Carrera

### Carrera en televisión
- Kanryotachi no Natsu (2009) como Okaya Bunpei (Episodios 3-4, 10) - Rol invitado
- Shichinin no Samurai: J ke no Hanran (1999) - (Episodio 35) - Rol invitado
- Wanpaku Tenshi (1990) - Rol secundario
- Tsukiumaya Oen Jikencho (1990) - Desconocido
- Yasushi no Mito Komon (1984) - Desconocido
- Hadaka no Taisho Horoki (1980) - Desconocido
- Mofuku no Homonsha (1971) - Rol secundario

#### Premios y reconocimientos
En 2017, Katsura Zakoba recibió un premio del ministro de cultura por su contribución a las artes.